# Hyperolius ukwiva
Hyperolius ukwiva es una especie de anfibio anuro de la familia Hyperoliidae.

## Distribución geográfica
Esta especie es endémica de Tanzania. Se encuentra en las montañas Rubeho. Vive en mosaicos de bosques y prados de montaña.

## Descripción
Las 2 especímenes hembras adultas observadas en la descripción original miden de 28 a 29 mm de longitud estándar.

## Etimología
El nombre de la especie le fue dado en referencia al lugar de su descubrimiento, el Bosque Ukwiva.

## Publicación original
- Loader, Lawson, Portik & Menegon, 2015: Three new species of spiny throated reed frogs (Anura: Hyperoliidae) from evergreen forests of Tanzania. BMC Research Notes, vol. 8, n.º 167, p. 1–16[4]